# 8月28日
8月28日是阳历年的第240天（闰年是241天），离一年的结束还有125天。

## 大事记

### 19世纪以前
- 475年：西羅馬帝國將領歐瑞斯特率領聯盟軍隊攻佔拉溫納，西羅馬皇帝尼波斯逃往達爾馬提亞。
- 489年：狄奥多里克大帝率领东哥特人大军于伊松佐河战役击败奥多亚塞，成功进军意大利。
- 663年：新罗与唐朝联军于白江口之战击败日军，迫使日军撤离朝鲜半岛。
- 756年：唐玄宗为躲避安史之乱逃至成都。
- 1511年：葡萄牙人征服馬六甲。
- 1521年：奧斯曼帝國佔領塞爾維亞王國的貝爾格勒。
- 1565年：西班牙探險家在西屬佛羅里達建立聖奧古斯丁，此為歐洲國家殖民美洲最古老的定居點。
- 1619年：斐迪南二世就任神聖羅馬帝國君主。
- 1640年：第二次主教战争中，苏格兰军于纽伯恩大败英王查理一世的军队。
- 1789年：威廉·赫雪爾以當時世界上最大的1.2公尺望遠鏡發現新的土星的衛星，後來將其命名為土衛二。

### 19世紀
- 1833年：英国议会禁止在整个大英帝国内实行奴隶制。
- 1845年：美国科普杂志《科学美国人》在纽约创刊。
- 1849年：威尼斯在被围困一个多月后向奧地利投降。
- 1850年：德國作曲家理察·華格納創作的浪漫主義歌劇《羅恩格林》在威瑪劇院首次演出。
- 1867年：基於《鳥糞島法》的規定，美國海軍宣告代表美國佔領太平洋中部島嶼中途島。
- 1879年：在祖鲁战争中战败逃亡的祖鲁国王塞奇瓦约被英国军队俘获。
- 1885年：羅馬教廷从江西北境代牧区分设江西东境代牧区，此为天主教余江教区的前身。
- 1895年：乙未戰爭：大日本帝國近衛師團率軍包圍彰化縣八卦山並攻破彰化縣城，客家義軍領袖吳湯興與黑旗軍領袖吳彭年陣亡，史稱“八卦山戰役”。
- 1897年：东清铁路动土兴建。
- 1900年：庚子事变：沙俄軍隊攻陷齐齐哈尔，黑龙江将军袁寿山自杀。

### 20世紀
- 1909年：云南陆军讲武堂成立。
- 1910年：德蘭修女在這一天於家鄉馬其頓受浸。
- 1913年：美国工业大亨安德鲁·卡内基赞助的和平宫在荷兰海牙落成。
- 1914年：第一次世界大戰：德意志帝國佔領比利時王國的那慕爾。
- 1916年：第一次世界大戰：德意志帝國向羅馬尼亞王國宣戰。
- 1916年：第一次世界大戰：義大利王國向德意志帝國宣戰。
- 1928年：凯洛格—白里安公约在巴黎签定，規定簽署國需放棄以戰爭作為國家政策的手段和只能以和平方法解決國際爭端。
- 1931年：法國與蘇聯簽署互不侵犯協議。
- 1937年：日本豐田汽車公司成立。
- 1945年：中国共产党的代表毛泽东、周恩来、王若飞从延安飞抵重庆，准备与国民政府展开重庆谈判。
- 1946年：中国共产党政权平息了八二八暴动，打破国民政府收复哈尔滨的企图。
- 1952年：日本眾議院解散。
- 1953年：日本首間電視台日本電視台首次播放電視節目。
- 1955年：香港大埔松仔園一群師生於旅行途中遇山洪暴發，部份人被沖走，總共造成28人死亡。
- 1963年：非裔美國人民權運動領袖馬丁·路德·金恩在林肯紀念堂發表著名演講《我有一個夢想》。
- 1971年：台湾掀起“保钓运动”。
- 1972年：联合国殖民主义问题委员会承认波多黎各实行“自决和独立权” [來源請求]。
- 1973年：瑞典斯德哥爾摩警方成功逮捕諾馬爾姆廣場劫案中兩名劫持人質的銀行劫匪，由於犯案過程及犯罪調查中人質對劫匪表現同情及幫助行為，其後此種情結被稱為「斯德哥爾摩症候群」。
- 1975年：弗朗西斯科·莫拉莱斯·贝穆德斯发动政变，成为秘鲁总统。
- 1988年：西德拉姆施泰因空军基地举行的航展发生撞机事故，造成70人死亡、346人重伤。
- 1992年：中国首次拍卖破产合资企业天津辛普森家用电器有限公司。
- 1993年：王军霞获第4届世界田径锦标赛女子一萬米金牌。
- 1993年：王鼎昌當選新加坡首任民選總統。
- 1995年：马拉多纳药检第3次出现问题。
- 1996年：英國王儲查爾斯和王妃黛安娜正式離婚。
- 1999年：俄罗斯停用和平号空间站，结束载人飞行。

### 21世紀
- 2001年：反种族主义大会非政府组织论坛在南非举行。
- 2003年：英国伦敦停电事故（英语：2003 London blackout）发生。
- 2003年：美国宾夕法尼亚州伊利发生一起离奇的银行抢劫案，嫌犯之一布莱恩·威尔斯（Brian Wells）被身上的自杀式项圈炸弹炸死。
- 2006年：日本神奈川縣「海洋研究開發機構」公佈，調查小組利用載人潛水探測船「深海6500」，在台灣東北角及琉球與那國島之間的海域，發現一個封存液態二氧化碳的海底天然池。
- 2007年：塔利班與大韓民國政府代表團達成協議，將釋放所有被挾持之韓國籍基督教傳教士及志工。
- 2009年：美國國家航空航天局發現號航天飛機從佛羅里達州甘迺迪航天中心升空，將向國際太空站運送給養。
- 2015年：美國國家航空暨太空總署公布中國科學院國家天文台陸由俊等人的研究團隊，使用哈伯太空望遠鏡發現Markarian 231星系中的雙黑洞系統
- 2016年：哥伦比亚革命武装力量－人民军首領蒂莫萊翁·希門尼斯（英语：Timoleón Jiménez）命令所有武裝人員從當地時間8月29日0時起停止戰鬥。
- 2017年：中印軍隊洞朗對峙事件：印度共和國宣佈相關人員與裝備於14:30左右全部撤離洞朗高原，中華人民共和國與印度共和國兩國結束對峙。
- 2024年：第17届残疾人奥林匹克运动会在法国巴黎开幕。

## 出生
- 932年：理查一世，諾曼第公爵（996年逝世）
- 1025年：後冷泉天皇，日本第70代天皇（1068年逝世）
- 1366年：让·勒迈格雷，法國元帥（1421年逝世）
- 1545年：淺井長政，日本戰國時代大名（1573年逝世）
- 1582年：明光宗朱常洛，明朝皇帝（1620年逝世）
- 1592年：乔治·维利尔斯，英格蘭政治家，第一代白金漢公爵（1628年逝世）
- 1691年：不倫瑞克-沃爾芬比特爾的伊麗莎白·克莉絲丁，神聖羅馬帝國皇后（1750年逝世）
- 1749年：約翰·沃尔夫冈·冯·歌德，德國詩人（1832年逝世）
- 1773年：路易-米歇爾·勒托爾，法國將軍（1815年逝世）
- 1801年：安托万·奥古斯丁·库尔诺，法國數學家及經濟學家，提出古諾模型（1877年逝世）
- 1814年：喬瑟夫·雪利登·拉·芬努，愛爾蘭恐怖小說作家（1873年逝世）
- 1814年：翁贝托·焦尔达诺，義大利歌劇作曲家（1948年逝世）
- 1828年（儒略曆）：列夫·托尔斯泰，俄國作家（1910年逝世）
- 1859年：維托里奧·賽拉，義大利攝影師、登山家（1943年逝世）
- 1878年：喬治·惠普爾，美國病理学家，1934年諾貝爾生理學或醫學獎得主（1976年逝世）
- 1886年：勝沼精藏，日本醫學家（1963年逝世）
- 1890年：勞倫斯·摩爾·科斯格雷夫，加拿大陸軍上校、外交官（1971年逝世）
- 1894年：卡爾·貝姆，奧地利指揮家，被認為是德奧樂派管弦樂和歌劇最權威詮釋者（1981年逝世）
- 1896年：李昂·特雷門，俄羅斯發明家（1993年逝世）
- 1899年：黃宗霑，美籍華人電影摄影師（1976年逝世）
- 1902年：周培源，中國理論物理學家、流體力學家（1993年逝世）
- 1906年：約翰·貝傑曼，英國詩人、作家（1984年逝世）
- 1908年：罗杰·托瑞·彼得森，美國博物學家、鳥類學家、藝術家和教育家，被認為是20世紀環保運動的奠基者之一（1996年逝世）
- 1910年：特亚林·科普曼斯，美國經濟學家，1975年諾貝爾經濟學獎得主（1985年逝世）
- 1913年：約翰·拉索爾，羅得西亞政治人物，第2任羅得西亞總統（1978年逝世）
- 1915年：塔莎·杜朵，美國插畫家、兒童文學作家（2008年逝世）
- 1916年：杰克·万斯，美國作家，曾先後獲得雨果獎、星雲獎、科幻協會大師獎（2013年逝世）
- 1917年：杰克·科比，美國漫畫家、編輯、編劇。被稱為「美國漫畫藝術大師」（1994年逝世）
- 1919年：高弗雷·豪斯费尔德，英國電機工程師，獲1979年諾貝爾生理學或醫學獎（2004年逝世）
- 1925年：吳咸中，中國医学家
- 1929年：伊斯特凡·克尔特斯，匈牙利指揮家（1973年逝世）
- 1929年：金己南，北韓政治人物（2024年逝世）
- 1938年：保罗·马丁，加拿大政治人物，第26任加拿大總理
- 1942年：喬治·烏羅薩·薩維諾，委內瑞拉天主教司鐸級樞機（2021年逝世）
- 1942年：若澤·愛德華多·多斯桑托斯，安哥拉政治人物，曾任安哥拉總統（2022年逝世）
- 1943年：大卫·索尔，美國演員、歌手
- 1943年：素拉育·朱拉暖，泰國第32任首相
- 1944年：凱·帕克，英國前色情電影女演員（2022年逝世）
- 1947年：汪明荃，香港演員
- 1950年：湯家驊，香港政界人物
- 1950年：羅恩·古德瑞，美國棒球選手、教練
- 1957年：維克托·鮑里索維奇·赫裡斯堅科，俄羅斯政治家
- 1957年：伊沃·约西波维奇，克羅埃西亞政治家、法學家、作曲家、大學教授，第3任克羅埃西亞總統
- 1957年：艾未未，中國藝术家
- 1958年：斯科特·汉密尔顿，美國花式溜冰運動員、體育評論員
- 1959年：美樹本晴彥，日本插畫家、人物設計師
- 1960年：斯韋托扎爾·薩布利奇，塞爾維亞職業足球運動員、教練（2024年逝世）
- 1960年：曾偉忠，香港主持人、香港足球代表隊主教練
- 1960年：焦立中，華裔美國工程師、太空人
- 1961年：詹妮佛·库里奇，美國女演員
- 1962年：顧紀筠，香港節目主持人
- 1962年：吳麗珠，香港女藝人
- 1962年：大卫·芬奇，美國电影導演
- 1965年：田尻智，日本電子遊戲製作人
- 1965年：仙妮亞·唐恩，加拿大女歌手、作曲家
- 1966年：高橋洋子，日本歌手
- 1967年：遠藤正明，日本歌手
- 1968年：，蘇格蘭演員
- 1969年：傑克·布萊克，美國男演員
- 1969年：雪柔·桑德伯格，美國企業家
- 1971年：稻叶敦志，日本游戏設計師
- 1971年：江口貴敕，日本電子遊戲作曲家、編曲家
- 1974年：水橋香織，日本女性聲優
- 1974年：卡斯滕·扬克尔，德國足球運動員
- 1975年：后藤邑子，日本女性聲優
- 1979年：吳佩賢，香港電台DJ
- 1979年：克里斯多福·森布羅斯基，美國資料工程師、商業太空人
- 1980年：王仁甫，台灣歌手
- 1980年：塔蒂安娜，希臘皇室成員
- 1981年：結城愛良，日本歌手
- 1982年：王敬之，中國男子擊劍運動員
- 1982年：黎安·萊姆絲，美國歌手
- 1982年：蒂亞戈·莫塔，義大利足球運動員
- 1984年：羅仲謙，香港演員
- 1986年：傑夫·格林，美國職業籃球運動員
- 1986年：吉拉德·沙利特，以色列士兵
- 1986年：芙蘿倫絲·威爾希，英國樂隊芙蘿倫絲機進份子主唱
- 1988年：雷·瓊斯，英格蘭職業足球運動員（2007年逝世）
- 1988年：董芷涵，台灣知名Youtuber團體這群人成員
- 1988年：Joeman，台灣Youtuber
- 1989年：趙權，韓國男子偶像團體2AM成員
- 1989年：卡莎蒂·普，美國流行朋克創作歌手，搖滾樂隊Hey Monday主唱
- 1989年：塞萨爾·阿斯皮利奎塔，西班牙足球運動員
- 1989年：維爾特利·鮑達斯，芬蘭一級方程式賽車車手
- 1990年：珍·雷達爾，美國模特兒
- 1990年：博揚·柯爾基奇，西班牙足球運動員
- 1991年：安德烈·佩伊奇，澳洲模特
- 1993年：李源一，中國足球運動員
- 1993年：Hui，韓國男子偶像團體PENTAGON成員
- 1993年：雨宮天，日本女性聲優
- 1994年：昂絲·加博，突尼西亞女子職業網球選手
- 1996年：李卓耀，香港男子羽球運動員
- 1996年：金世正，韓國女子偶像團體I.O.I、gugudan成員
- 1997年：黃詩佳，中國女演員
- 1997年：厲嘉琪，中國女演員
- 1997年：納達·哈菲茲，埃及女子擊劍運動員
- 1998年：佐佐木琴子，日本女子偶像團體乃木坂46成員
- 1998年：福原遙，日本女藝人
- 1999年：尼古拉·威廉·亚历山大·弗雷德里克，丹麥王子
- 2000年：成那然，韓國女子偶像團體APRIL成員
- 2000年：村尾三四郎，日本男子柔道運動員
- 2001年：卡倫·比蒂，英格蘭職業足球運動員
- 生年不詳：三日尻望，日本女性聲優

## 逝世
- 430年：希波的奥古斯丁，罗马帝国基督教思想家。（354年出生）
- 476年：欧瑞斯特，羅馬將軍和政治家。
- 683年：巴加爾二世，瑪雅文明古典時期城邦帕倫克國王。（603年出生）
- 770年：孝謙天皇，日本第46、48代天皇。（718年出生）
- 876年：日耳曼人路易，東法蘭克國王。（603年出生）
- 919年：贺瓌，唐末五代将领（858年出生）
- 1055年：辽兴宗耶律宗真，契丹皇帝。（1016年出生）
- 1645年：格老秀斯，荷蘭法學家，國際法的創造者。（1583年出生）
- 1822年：明亮，清朝政治人物及軍事家。（1736年出生）
- 1832年：愛德華·丹多，英國竊賊。（約1803年出生）
- 1839年：威廉·史密斯，英国地质学家（1769年出生）
- 1853年：古筆了伴，日本古筆鑑定家（1790年出生）
- 1895年：吳湯興，臺灣抗日人士。（1860年出生）
- 1900年：袁壽山，清朝黑龍江將軍。（1860年出生）
- 1943年：鮑里斯三世，保加利亞沙皇。（1894年出生）
- 1959年：拉斐爾·萊姆金，猶太裔波蘭律師、法律學者，以提出種族滅絕的概念著稱。（1900年出生）
- 1967年：查爾斯·達洛，美國桌遊設計師，地產大亨發明者。（1889年出生）
- 1976年：林鳳，香港女藝人。（1940年出生）
- 1984年：穆罕默德·納吉布，埃及革命家，首任埃及總統。（1901年出生）
- 1987年：黃機明，越南共和國海軍准將，越南革命家，民主活動家。（1935年出生）
- 1990年：小德威特·史泰頓，美國生物化學家。（1909年出生）
- 1992年：谭其骧，中国历史学家、历史地理学家。（1911年出生）
- 2003年：李承仙，中国画家，敦煌艺术研究者。常书鸿的夫人（1924年出生）
- 2005年：塞凱賴什·哲爾吉，匈牙利-澳大利亞數學家（1911年出生）
- 2006年：威廉·F·奎因，美國政治人物，首任夏威夷州州長（1919年出生）
- 2006年：梅爾文·施瓦茨，美國物理學家，1988年諾貝爾物理學獎得主（1932年出生）
- 2007年：佩亞達，西班牙職業足球運動員、西維爾足球員（1984年出生）
- 2010年：王明贞，中国女物理学家，清华大学首位女教授（1906年出生）
- 2014年：哈爾·芬尼，美國程式設計員，首位獲得比特幣的人（1956年出生）
- 2016年：苏民，中国话剧演员（1926年出生）
- 2020年：查德維克·博斯曼，美國男演員、編劇、製片人（1976年出生）
- 2021年：金人庆，中国政治人物，原中华人民共和国财政部部长（1944年出生）

## 节假日和习俗
- 墨西哥：祖父母节